# Leva. Älska
Leva. Älska är en svensk dokumentärfilm som hade svensk premiär 17 augusti 2018. Filmen är regisserad av Mette Aakerholm Gardell som även skrivit manus. Producent för filmen var Stina Gardell för Mantaray Film AB.

## Handling
2013 öppnar världens första seniorboende för HBTQ-personer. I filmen får man följa några av de boende på Regnbågen, som boendet heter.

## Medverkande[1]
- Agneta Sparre – sig själv
- Ingbritt Åkerberg – sig själv
- Thomas Björk – sig själv